# 1,2-双(二苯基胂)乙烷
1,2-双(二苯基胂)乙烷（dpae）是一种有机化合物，化学式为C26H24As2。

## 合成
六苯基六砷和苯基锂反应，得到二苯基胂基锂，它和1,2-二氯乙烷原位反应，可以得到1,2-双(二苯基胂)乙烷。1,2-
甲基二苯基氧化胂的甲基锂化后，和氯化铜在四氢呋喃中反应，得到1,2-双(二苯基氧化胂)乙烷，经氢化铝锂还原后也可得产物。

## 性质
1,2-双(二苯基胂)乙烷可以和氯化亚金反应，得到无色的Au2Cl2(dpae)配合物。
dpae + 2 AuCl → Au2Cl2(dpae)
它和亚铜、银的卤化物或拟卤化物也能形成配合物。